# Mănăstirea Sfântul Ioan Zlataust din Ocnele Mari
Mănăstirea Sfântul Ioan Zlataust (numele slavon al arhiepiscopului Ioan Gură de Aur) a fost un lăcaș monastic din orașul Ocnele Mari, județul Vâlcea, ce a funcționat din secolul al XVI-lea aproximativ până în secolul al XIX-lea. Mănăstirea este cunoscută și sub numele de Mănăstirea Titireciu. 
Prima mențiune a existenței ei datează din timpul domniei lui Mihai Viteazul, din 1597, cu prilejul donațiilor unor moșii. 
Astăzi mai se găsește doar biserica, folosită ca biserică de parohie.